# Turjaci
Turjaci är en ort i Kroatien.   Den ligger i länet Dalmatien, i den sydöstra delen av landet, 250 km söder om huvudstaden Zagreb. Turjaci ligger 317 meter över havet och antalet invånare är 1 175.
Terrängen runt Turjaci är kuperad söderut, men norrut är den platt. Runt Turjaci är det glesbefolkat, med 19 invånare per kvadratkilometer. Närmaste större samhälle är Sinj, 6,4 km norr om Turjaci. Omgivningarna runt Turjaci är en mosaik av jordbruksmark och naturlig växtlighet.